# Pelidnota lacazei
Pelidnota lacazei är en skalbaggsart som beskrevs av Soula 2010. Pelidnota lacazei ingår i släktet Pelidnota och familjen Rutelidae. Inga underarter finns listade i Catalogue of Life.